# Fresnedoso de Ibor
Fresnedoso de Ibor es un municipio y localidad española de la provincia de Cáceres, en la comunidad autónoma de Extremadura. El término municipal, ubicado en la comarca de Los Ibores, tiene una población de 239 habitantes (INE 2024).

## Geografía
El término municipal de Fresnedoso de Ibor limita con Campillo de Deleitosa al oeste, Mesas de Ibor al norte, Castañar de Ibor al este y Robledollano al sur. Recibe su nombre del río Ibor, el cual transcurre entre sus paisajes.

## Historia
A la caída del Antiguo Régimen la localidad se constituyó en municipio constitucional, entonces conocido como Fresnedoso, en la región de Extremadura. Desde 1834 quedó integrado en el partido judicial de Navalmoral de la Mata. En el censo de 1842 contaba con 70 hogares y 383 vecinos. Hacia mediados del siglo XIX, la villa tenía contabilizadas 68 casas. Aparece descrita en el octavo volumen del Diccionario geográfico-estadístico-histórico de España y sus posesiones de Ultramar de Pascual Madoz de la siguiente manera:

FRESNEDOSO: v. con ayunt. en la prov. y aud. terr. de Cáceres (17 leg.), part. jud. de Navalmoral de la Mata (4), dióc. de Plasencia (11), c. g. de Estremadura (Badajoz 30). sit. en un valle rodeado de sierras, goza de clima templado, reinan los vientos E. y O. y se padecen tercianas y algunas fiebres agudas: tiene 68 casas malas, sin otro edificio mas que la igl. parr. dedicada á (San Antonio Abad); hay tambien escuela de primeras letras, dotada con 600 rs. por los fondos públicos á la que asisten 24 niños, y por último una fuente de buenas aguas para consumo del vecindario. Confina el térm. por N. con el de Bohonal de Ibor; E. Castañar de Ibor; S. Robledo Llano; O. Valdecañas á dist. de una leg. por el primer punto, 1/2 por los demas, y comprende mucho monte bajo y sierras, que constituyen un terreno escabroso con algunos llanuras en los valles que forman y de buena calidad: le baña el r. Ibor en direccion de S. á N. Los caminos son malas veredas. El correo se recibe en Almaráz por carga vecinal los domingos de cada semana. prod.: trigo, cebada, centeno, avena, garbanzos, aceite y algun vino; se mantiene ganado vacuno, cabrio y cerdoso, siendo preferido el primero, y se cria caza mayor y menor y pesca de bogas y truchas. ind.: un molino harinero y otro de aceite. pobl.: 70 vec., 383 alm. cap. prod.: 965,300. imp.: 48,265. contr.: 6,270 rs. 4 mrs. presupuesto municipal 3,000 del que se pagan 1,200 al secretario por su dotacion y se cubre con los pastos de las tierras de propios y repartimiento vecinal.
Se llama este pueblo vulgarmente Fresnedoso de Ibor.
(Madoz, 1847, p. 186)

Hasta la reforma de la nomenclatura municipal de 1916 el municipio se llamaba simplemente Fresnedoso. En dicha fecha su nombre fue modificado por el de Fresnedoso de Ibor, denominación con la que a mediados del siglo anterior la localidad era conocida vulgarmente.

## Demografía
Fresnedoso de Ibor cuenta con una población de 239 habitantes (INE 2024).
| Gráfica de evolución demográfica de Fresnedoso de Ibor entre 1842 y 2021 |
| |
| Población de derecho según los censos de población del INE Población de hecho según los censos de población del INEEn estos censos se denominaba Fresnedoso: 1842, 1857, 1860, 1877, 1887, 1897, 1900 y 1910. |

## Patrimonio

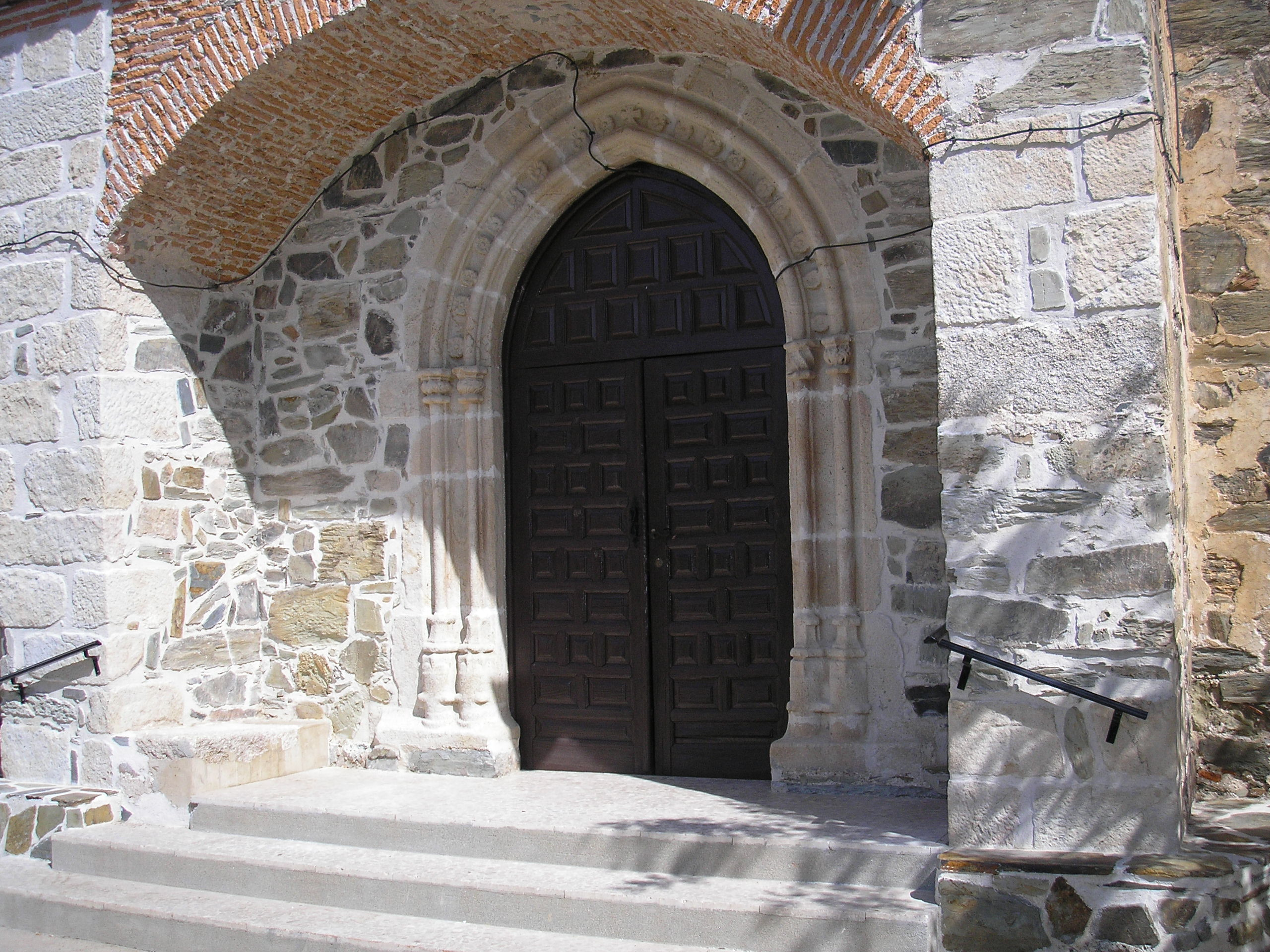
Puerta de la iglesia

Iglesia parroquial católica bajo la advocación de San Antonio Abad, en la archidiócesis de Mérida-Badajoz, diócesis de Plasencia, arciprestazgo de Navalmoral de la Mata.

## Símbolos
El escudo heráldico de Fresnedoso de Ibor fue aprobado mediante la "Orden de 16 de abril de 1992, de la Consejería de Presidencia y Trabajo, por la que se aprueba el Escudo Heráldico y Bandera Municipal, para el Ayuntamiento de Fresnedoso de Ibor", publicada en el Diario Oficial de Extremadura el 28 de abril de 1992 y aprobada por el Consejero de Presidencia y Trabajo Manuel Amigo, luego de haber aprobado el expediente el pleno del ayuntamiento el 28 de febrero de 1991 y el 13 de marzo de 1992 y haber emitido informes favorables el Consejo Asesor de Honores y Distinciones de la Junta de Extremadura el 27 de noviembre de 1991 y el 31 de marzo de 1992. El escudo se define oficialmente así:

De oro, una barra ondada de azur acompañada de un haz de tres espigas de sinople y un fresno de sinople. Al timbre, Corona Real cerrada.

## Festividades
A mediados de enero se celebra en la localidad la fiesta de los quintos, en honor a San Antón..A principios de febrero se celebra la fiesta de la Virgen de las Candelas. A finales de agosto se celebra la fiesta de San Bartolomé.